# Enrique Míguez Gómez
Enrique Míguez Gómez (Tui, 1966) és un piragüista gallec, ja retirat, guanyador d'una medalla olímpica.
Va participar, als 18 anys, en els Jocs Olímpics d'Estiu de 1984 realitzats a Los Angeles (Estats Units), on va aconseguir al costat de Narciso Suárez la medalla de bronze en la prova masculina de C-2 500 metres. En aquests mateixos Jocs ambdós piragüistes finalitzaren sisens en el C-2 1000 metres, aconseguint així un diploma olímpic. En els Jocs Olímpics d'Estiu de 1988 celebrats a Seül (Corea del Sud) finalitzaren quarts en la semifinal de la prova de C-2 500 metres, la mateixa posició que en els Jocs Olímpics d'Estiu de 1992 celebrats a Barcelona (Catalunya).
Al llarg de la seva carrera ha guanyat 3 medalles en els Jocs del Mediterrani, una medalla d'or i dues de plata.